# Château de Boucherolles
Le château de Boucherolles est un château situé à Treban, en France.

## Localisation
Le château est situé sur le territoire de la commune de Treban, dans le département de l'Allier, en région Auvergne-Rhône-Alpes.

## Description
Le château est une gentilhommière qui présente un corps de logis rectangulaire flanqué, à l'ouest, de deux tours rondes et accompagné d'un bâtiment de communs et d'un pigeonnier. Le bâtiment de communs est de plan rectangulaire avec une tour d'angle nord-ouest et une autre à l'angle sud-est.
Les jardins à la française sont visitables.

## Historique
Le château date de la fin du XVIe siècle.
L'édifice est inscrit partiellement (éléments protégés : les façades et toitures du château et du bâtiment des communs) au titre des monuments historiques par arrêté du 19 décembre 1973.